# آزادماهی‌های اوراسیایی
آزادماهی‌های اوراسیایی (نام علمی: Hucho) نام یک سرده از زیرخانواده ماهی آزاد است.